# Dolichoderus gibbus
Dolichoderus gibbus é uma espécie de formiga do gênero Dolichoderus.